# Vic-sur-Seille

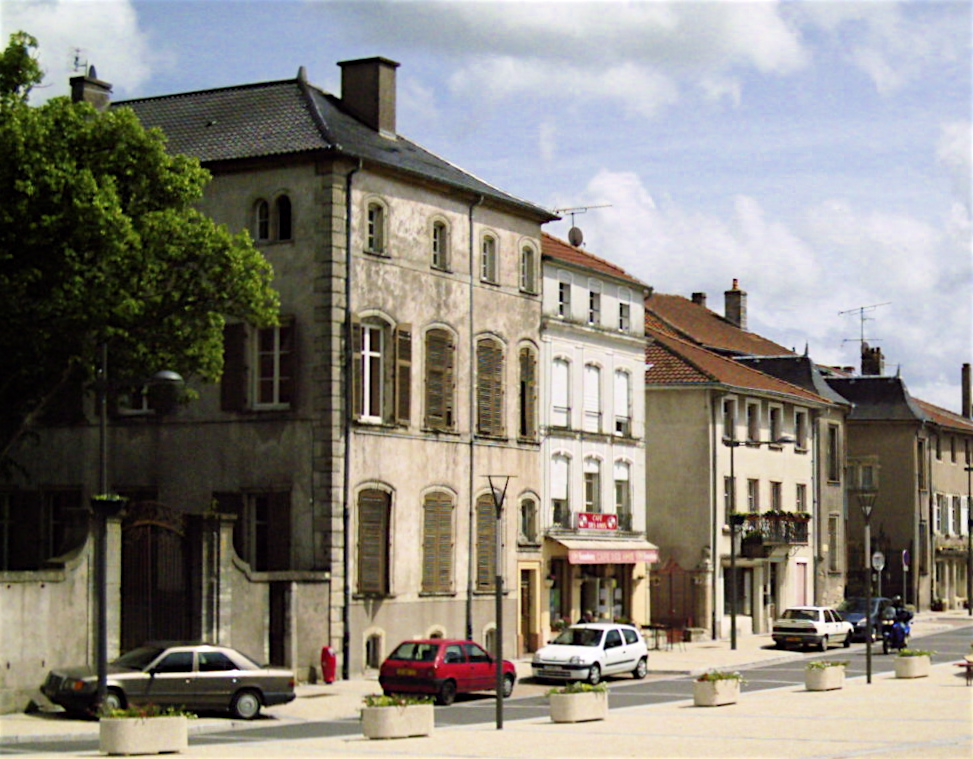
Platz Jeanne d’Arc

Vic-sur-Seille (deutsch 1915–1919, 1940–1944 Wich, früher auch Vic an der Seille, Vic und Vic Seille) ist eine französische Gemeinde mit 1325 Einwohnern (Stand 1. Januar 2022) im Département Moselle in der Region Grand Est (bis 2015 Lothringen).

## Geographie
Die Gemeinde liegt an der Seille, 25 Kilometer ostnordöstlich von Nancy. Das Gemeindegebiet ist Teil des Regionalen Naturparks Lothringen. Vic liegt im Zentrum des Saulnois (deutsch Salzgau).

## Geschichte
Weihesteine mit Inschriften, die innerhalb der Gemarkung des Orts gefunden worden sind, enthalten Ortsbezeichnungen wie Vicus Bodatius oder Bodesius Vicus, die aus der Römerzeit stammen. Im Mittelalter gehörte die Ortschaft dem Bistum Metz. Historische Ortsbezeichnungen sind Wich in episcopatu Metensi, in Salninse (893), Vicich (1065) sowie Weich und Wich (1435).
Wich war im 12. und 13. Jahrhundert Hauptstadt der Besitzungen des Bischofs von Metz, der hier seine Kanzlei hatte. Im Jahr 1181 legte Bischof Bertram von Metz hier die Grundlage für ein Schloss, und im Jahr 1212 ließ er das Herrenhaus vollenden. Einer seiner Nachfolger, Jakob von Lothringen, ließ um den Ort Wehrmauern und -türme errichten und das Schloss 1257 vollenden, nachdem Graf Thiébaut von Bar 1207 die Stadt erobert, zerstört und Bürger zu Gefangenen gemacht hatte. Wich diente den Bischöfen von Metz fortan als fester Zufluchtsort.
Im Jahr 1630 besetzte Ludwig XIII. von Frankreich die Stadt und behielt sie. Auf dem Westfälischen Frieden 1648 ließ sich Frankreich den Besitz von Vic mit dem Hochstift Metz als Teil der Drei Bistümer bestätigen.
Das in Silber und Rot geteilte Gemeindewappen ist bereits für das Jahr 1642 nachgewiesen.
Durch den Frieden von Frankfurt vom 10. Mai 1871 kam der Ort an Deutschland und wurde dem Bezirk Lothringen im Reichsland Elsaß-Lothringen des Reichs zugeordnet. 1915 wurde die alte deutsche Ortsbezeichnung Wich wieder eingeführt, und der Bahnhof erhielt die Bezeichnung Wich (Lothr.). Vom alten Schloss waren um diese Zeit noch Überreste vorhanden.
Nach dem Ersten Weltkrieg bestimmte der Versailler Vertrag 1919 die Abtretung der Region an Frankreich, und Wich wurde in Vic umbenannt. Während des Zweiten Weltkriegs wurde die Region von der deutschen Wehrmacht besetzt.  Von 1940 bis 1944 führte der Ort wieder die deutsche Ortsbezeichnung Wich. Ende 1944, wenige Monate vor Kriegsende, wurde Wich von den Westalliierten (genauer: dem 761st Tank Battalion) eingenommen.

### Salzgewinnung
Wie im gesamten Saulnois wurde auch in Vic Salz gewonnen. Der Fluss Seille und der Bach Russeau des Salés, der bei Vic in die Seille mündet, sind salzhaltig. Im Jahr 1053 ist eine Saline mit einem Becken von 5 × 7 m nachgewiesen. Im Jahr 1326 wurde die Saline zerstört und im Jahr 1402 die Salzgewinnung aufgeben. 1818 wurden Probebohrungen durchgeführt, 1821 wurde ein Schacht abgeteuft, man stieß auf Steinsalz und baute es bis 1825 ab. Ein Wassereinbruch zerstörte die Mine. Danach wurden noch bis 1841 die Salinen ausgebeutet; im April 1843 wurden sie für 466.000 Franc verkauft. Auf dem Gebiet der Gemeinde ist ein Gebäude mit dem Namen Saline erhalten, östlich, an der Grenze zu Moyenvic.

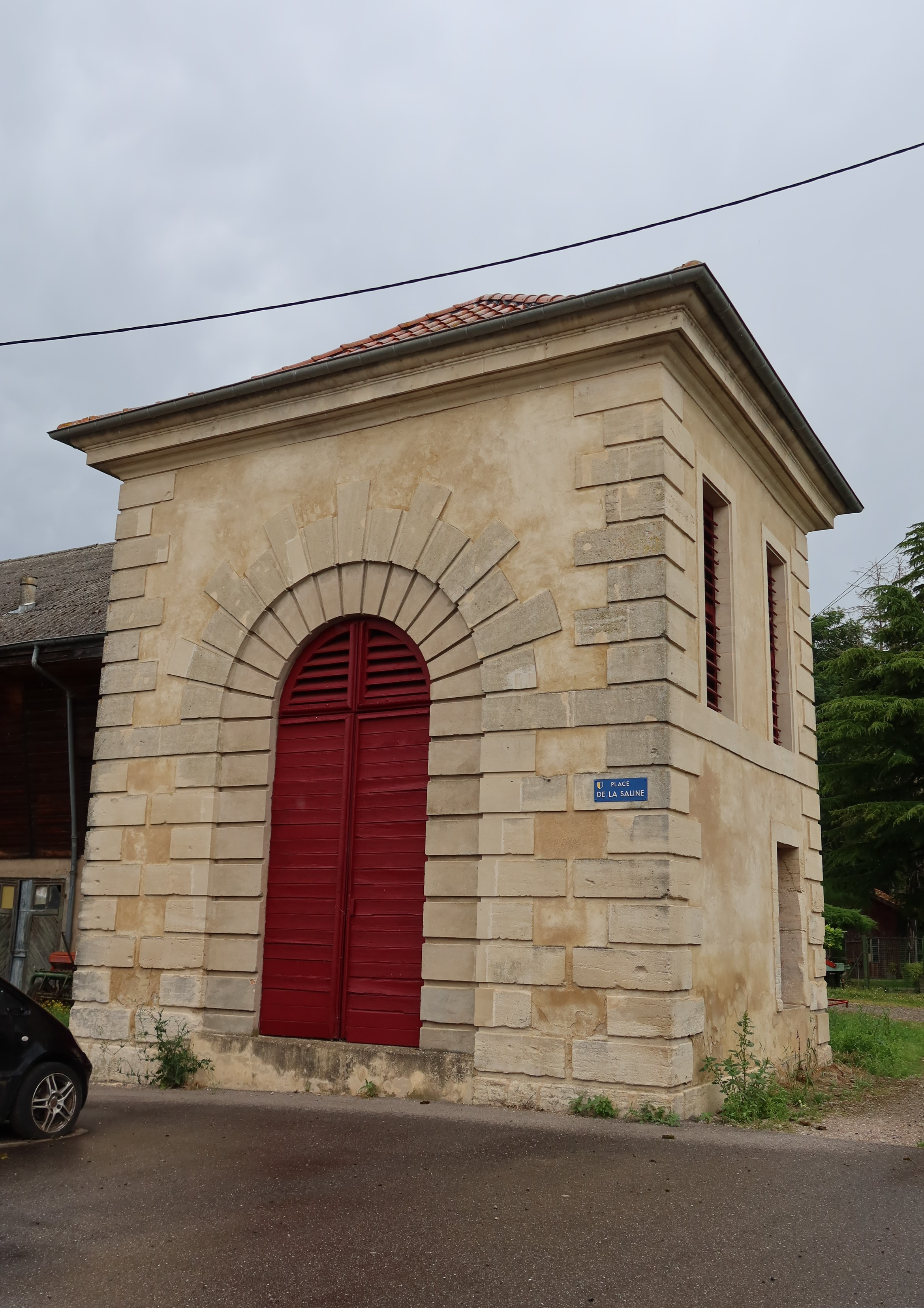
Vic-sur-Seille – Moyenvic – Reste der ehemaligen Saline

### Demographie
| Jahr | Einwohner | Anmerkungen |
| ---- | --------- | --- |
| 1793 | 2445      | [ 9 ] |
| 1821 | 3196      | [ 9 ] |
| 1841 | 3061      | [ 9 ] |
| 1861 | 2398      | [ 10 ] [ 11 ] |
| 1866 | 2480      | [ 12 ] |
| 1871 | 2309      | auf einer Fläche von 1948 ha, in 457 Gebäuden mit 717 Familien, darunter 39 Evangelische und 71 Juden             |
| 1872 | 2310      | in 457 Wohnhäusern mit                                                                                            |
| 1880 | 2065      | am 1. Dezember, auf einer Fläche 1948 ha, in 454 Häusern, davon 1987 Katholiken, 32 Protestanten und 44 Juden     |
| 1885 | 2143      | [ 15 ] |
| 1890 | 2041      | in 458 Häusern mit 628 Haushaltungen, davon 1892 Katholiken, 86 Protestanten, fünf sonstige Christen und 28 Juden |
| 1905 | 1897      | nach anderen Angaben 2329 Einwohner                                                                               |
| 1910 | 1761      | am 1. Dezember |

| Jahr      | 1962 | 1968 | 1975 | 1982 | 1990 | 1999 | 2006 | 2019 |
| Einwohner | 1231 | 1431 | 1454 | 1397 | 1397 | 1469 | 1367 | 1283 |

## Sehenswürdigkeiten
- Kirche Saint-Marien (15. Jahrhundert) mit hervorragender Marienstatue aus Salival
- Ruine der Wasserburg, erbaut im 15. Jahrhundert
- Hôtel de la Monnaie (Bischöfliche Münze), erbaut im 15. Jahrhundert
- Schlossportal, erbaut im 14. Jahrhundert
- Ehemaliges Karmeliterkloster, erbaut im 17. Jahrhundert
- Musée départemental mit Gemälden von Georges de la Tour

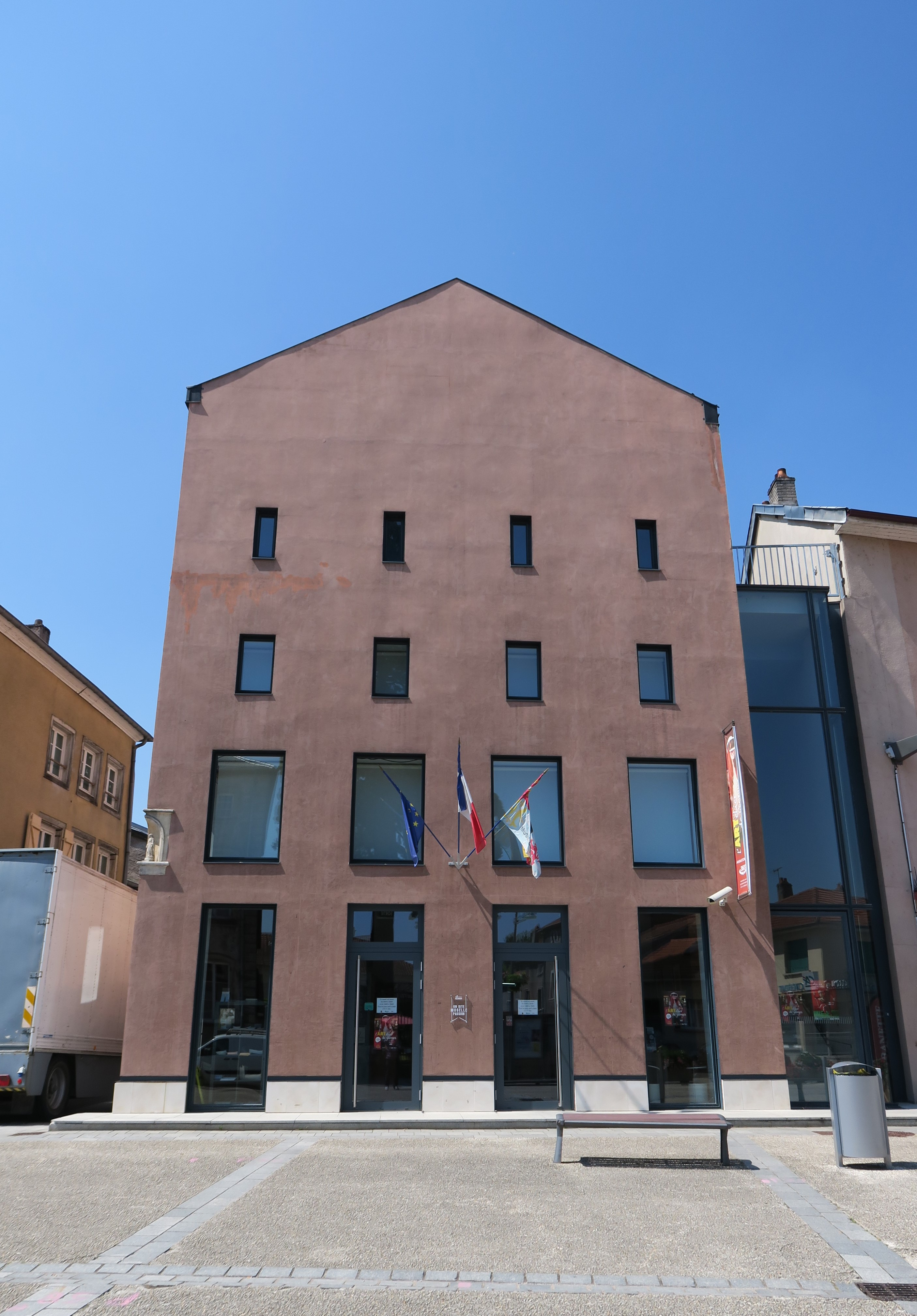
Museum Georges de la Tour

## Wirtschaft
Der Gris de Vic ist ein lokal vermarkteter Roséwein in der Art des Gris de Toul. Mit diesem Wein wurde der im Ersten Weltkrieg aufgegebene Weinbau des Saulnois wiederbelebt.

## Persönlichkeiten
- Georges de La Tour (1593–1652), lothringischer Maler

## Belege
1. ↑  Franz Xaver Kraus: Kunst und Alterthum in Elsass-Lothringen. Beschreibende Statistik. Band III, Friedrich Bull, Straßburg 1886, S. 1010–1021 (online).
2. 1 2 3 4  C. Stockert, Das Reichsland Elsaß-Lothringen. Geographischer Leitfaden für die Höheren Lehranstalten, Friedrich Bull, Straßburg 1873, S. 70 (online).
3. 1 2 3 4 5  Eugen H. Th. Huhn: Deutsch-Lothringen. Landes-, Volks- und Ortskunde, Stuttgart 1875, S. 514–515  (online).
4. ↑  Wappenbeschreibung auf genealogie-lorraine.fr (französisch)
5. ↑  Eisenbahndirektion Mainz (Hrsg.): Amtsblatt der Königlich Preußischen und Großherzoglich Hessischen Eisenbahndirektion in Mainz vom 30. Oktober 1915, Nr. 54. Bekanntmachung Nr. 721, S. 350 ff.
6. ↑  The United States Army in World War II Special Studies The Employment of Negro Troops Center of Military History United States Army Washington, D.C. 1966 pg 660
7. ↑  Michel Dequéant: SALINE DE VIC-SUR-SEILLE. In: www.image-est.fr. Image'Est, Nancy, 2024, abgerufen am 24. Juni 2024 (französisch).
8. ↑  Salines. In: POP : la plateforme ouverte du patrimoine. Ministère de la Culture, 2017, abgerufen am 24. Juni 2024 (französisch).
9. 1 2 3 4  Vic-sur-Seille – statistische Angaben der Arbeitsgruppe für Demographie und Geschichte der École des hautes études en sciences sociales (EHESS), Frankreich
10. 1 2  Gustav Neumann: Das Deutsche Reich in geographischer, statistischer und topographischer Beziehung, Band II, Grg. Ferd. Otto Müller, Berlin 1874, S. 566–567 (books.google.de).
11. 1 2 3  Michael Rademacher: Landkreis Château-Salins, Elsaß-Lothringen. Online-Material zur Dissertation, Osnabrück 2006. In: eirenicon.com.
12. ↑  Vollständiges geographisch-topographisch-statistisches Orts-Lexikon von Elsass-Lothringen. Enthaltend: die Städte, Flecken, Dörfer, Schlösser, Gemeinden, Weiler, Berg- und Hüttenwerke, Höfe, Mühlen, Ruinen, Mineralquellen u. s. w. mit Angabe der geographischen Lage, Fabrik-, Industrie- u. sonstigen Gewerbethätigkeit, der Post-, Eisenbahn- u. Telegraphen-Stationen u. geschichtlichen Notizen etc. Nach amtlichen Quellen bearbeitet von H. Rudolph. Louis Zander,  Leipzig 1872, Sp. 64.
13. ↑  Georg Lang: Der Regierungs-Bezirk Lothringen. Statistisch-topographisches Handbuch, Verwaltungs-Schematismus und Adressbuch. Metz 1874, S. 181 (online).
14. ↑  Statistisches Büro des Kaiserlichen Ministeriums für Elsaß-Lothringen (Hrsg.): Ortschafts-Verzeichniß von Elsaß-Lothringen. Aufgestellt auf Grund der Ergebnisse der Volkszählung vom  1. Dezember 1880. C. F. Schmidts Universitäts-Buchhandlung Friedrich Bull, Straßburg 1882, S. 110, Ziffer 1333 (online).
15. 1 2  Statistisches Büreau des Kaiserlichen Ministeriums für Elsaß-Lothringen: Die Bewegung der Bevölkerung in Elsaß-Lothringen, Druck von M. DuMont-Schauberg, Straßburg 1893, S. 104–105, Kanton Vic, Ziffer 13 (online).
16. ↑  Meyers Großes Konversations-Lexikon. 6. Auflage, Band 20, Leipzig / Wien 1909, S. 134 (online).
17. ↑  Vic Seille, Landkreis Château-Salins, Elsaß-Lothringen, in: Meyers Gazetteer (mit Eintrag aus Meyers Orts- und Verkehrslexikon, Ausgabe 1912, sowie einer historischen Landkarte der Umgebung von Vic Seille)
18. ↑  Landkreis Chateau-Salins -  gemeindeverzeichnis.de (U. Schubert, 2021)